# Ophiulus castanearum
Ophiulus castanearum är en mångfotingart som beskrevs av Karl Wilhelm Verhoeff. Ophiulus castanearum ingår i släktet Ophiulus och familjen kejsardubbelfotingar. Inga underarter finns listade i Catalogue of Life.